# Rhaeboctesis
Rhaeboctesis es un género de arañas araneomorfas de la familia Liocranidae. Se encuentra en África austral.

## Lista de especies
Según The World Spider Catalog 12.0:
- Rhaeboctesis denotatus Lawrence, 1928
- Rhaeboctesis equestris Simon, 1897
- Rhaeboctesis exilis Tucker, 1920
- Rhaeboctesis matroosbergensis Tucker, 1920
- Rhaeboctesis secundus Tucker, 1920
- Rhaeboctesis transvaalensis Tucker, 1920
- Rhaeboctesis trinotatus Tucker, 1920